# Hermann von Engelhardt
Hermann Gustav Freiherr von Engelhardt (* 1. März 1853 in Würken (Livland); † 15. Juni 1914 in Meran) war ein deutscher Genremaler. Er entstammte dem livländischen Adelsgeschlecht Engelhardt.
Hermann von Engelhardt wurde als Sohn des russischen Kapitäns Georg Freiherr von Engelhardt geboren. Er besuchte die Schmidtsche Anstalt in Fellin. 
Danach studierte er seit 1871 an der Königlich-Preußischen Kunstakademie Düsseldorf und seit dem 1. November 1872 an der Königlichen Akademie der Künste in  München bei Ludwig von Löfftz, Sándor Wagner und Wilhelm von Lindenschmit dem Jüngeren.
Nach dem Studium war Engelhardt in München als freischaffender Genremaler tätig.
Seit 1888 nahm er an Ausstellungen im Münchner Glaspalast teil.